# Edith-Haberland-Wagner Stiftung

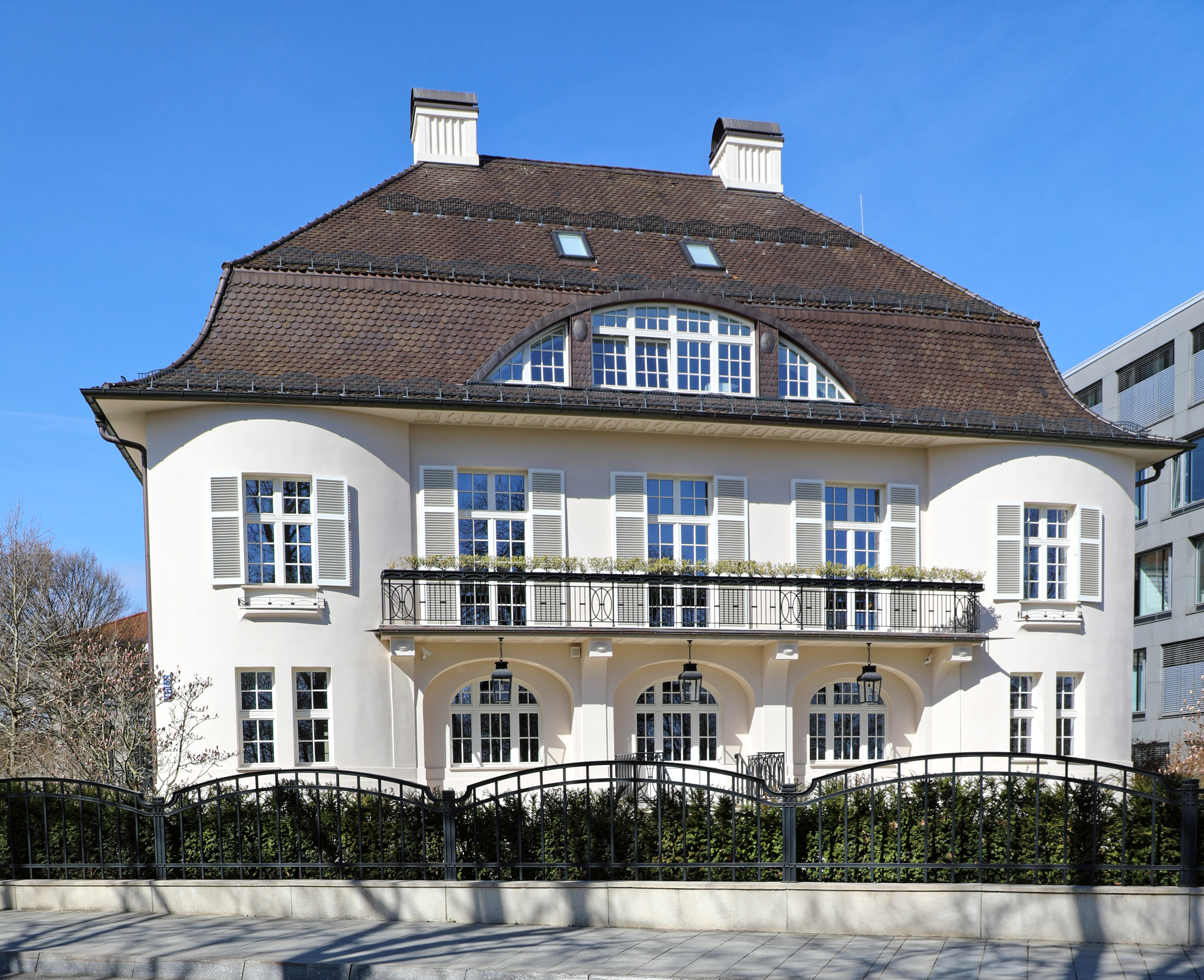
Villa Wagner, Theresienhöhe 14 in München, seit 2015 Sitz der EHW-Stiftung

Die Edith-Haberland-Wagner Stiftung wurde 1996 von Edith Haberland-Wagner (1899–1996) gemeinsam mit dem damaligen Geschäftsführer der Augustiner Bräu Wagner KG, Ferdinand Schmid, ins Leben gerufen.  Edith Haberland-Wagner vermachte ihr Vermögen nach ihrem Tod 1996 der Stiftung. Die Organisation mit Hauptsitz in München, Theresienhöhe 14, verwaltet ihr Vermögen in Form einer GmbH und daran angebundene Tochtergesellschaften.

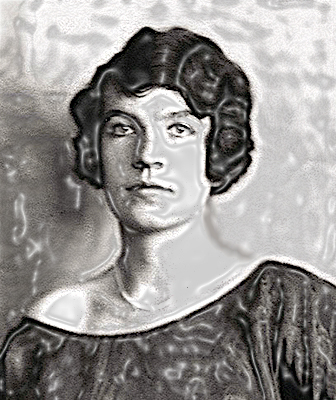
Edith Haberland

## Stifterin
Edith Haberland bzw. Haberland-Wagner, war die Tochter von Max Wagner. Bekannt ist, dass sie in Murnau am Staffelsee lebte und mit Leidenschaft Landschaften malte und musizierte. Das Werdenfelser Künstlerlexikon weist beispielsweise auf eine Einzelausstellung ihrer Bilder in Garmisch 1977/78 hin.
Nachdem ihr Vater 1941 verstorben war, verzichtete sie als Erbin der Augustiner-Bräu zugunsten ihres Cousins Rudolf (1908–1981) auf die Leitung der Brauerei. Dieser wandelte die Brauerei in eine Kommanditgesellschaft um und hinterließ sie, da kinderlos, an eine Erbengemeinschaft, bestehend aus Edith Haberland und weiteren in Bayern, Österreich und Nordamerika lebenden Cousinen und Vettern, die Nachfahren der Schwestern von Max und Richard Wagner (1864–1961) und dem Vater Rudolfs. Edith Haberland erbte 50 Prozent der Brauerei.
Als Nachkommin der Wagner-Dynastie vererbte die ebenfalls kinderlose Edith Haberland auf Anraten des Geschäftsführers Ferdinand Schmid ihren Anteil an der Brauerei an die von ihr gegründete Stiftung, die bis heute die im Testament festgelegten knapp über 50 Prozent an der Augustiner Bräu Wagner KG besitzt.

## Stiftungsvorsitz
In ihrem Testament legte Edith Haberland-Wagner Ferdinand Schmid auf Lebenszeit als Stiftungsvorstand fest. Ferner verfügte sie, dass Schmid seinen Nachfolger bzw. seine Nachfolgerin persönlich bestimmen dürfe. Vor seinem Tod bestimmte Schmid die in Paris geborene Catherine Demeter als seine Nachfolgerin, eine Nachkommin der Wagner-Familie in siebter Generation. Sie ist seit Dezember 2013 Stiftungsvorständin und besitzt selbst Anteile an der Augustiner-Bräu Wagner KG. Zweiter Vorstand ist Martin Liebhäuser, zuvor bekleidete Max Emanuel Herzog in Bayern dieses Amt.

## Stiftungszweck
Vorrangiges Ziel der Stiftung ist der Erhalt der Brauerei als Privatunternehmen und eine Verhinderung der Übernahme und Zerschlagung durch größere Brauereigruppen. So hält die Stiftung heute knapp über 50 Prozent der Anteile der Brauerei. Die Hälfte des Unternehmensgewinns fließt daher in die Stiftung. Die Stiftungssatzung legt fest, wie die Mittel verwendet werden:

„Die Edith-Haberland-Wagner Stiftung dient dem Erhalt der Augustiner-Brauerei und dem Schutz ihrer Belegschaft. Zudem wird der Gesellschaft durch gemeinnützige Aktivitäten in vielfältigen Bereichen Gutes zurückgegeben. Dazu gehören die Pflege von Brauchtum und Tradition, Denkmalschutz, die Bewahrung von Umwelt und Landschaft sowie mildtätige Zwecke, die unmittelbar der selbstlosen Unterstützung von Menschen dienen.“

## Geförderte Projekte der Stiftung
Die Stiftung engagiert sich in den Bereichen Jugendschutz, Völkerverständigung und Kulturförderung und finanziert vieles mehr, insbesondere im Raum München. Eine von Schmids Vorlieben war es, denkmalgeschützte Gaststätten in Bayern und Österreich originalgetreu zu sanieren und die Restaurierung von Kirchen zu unterstützen. So kaufte und sanierte die Stiftung in München beispielsweise die Alte Kongresshalle, erwarb und sanierte das Bürgerhaus in der Sterneckerstraße 2, dessen Geschichte bis 1327 zurückreicht, und eröffnete darin das Bier- und Oktoberfestmuseum. So wurden auch das Wirtshaus am Bavariapark, das Asam-Schlössl, das Bräustüberl an der Landsberger Straße, das Gasthaus Isarthor, die Burg Pappenheim, der Görreshof, das Bratwurstglöckl, das Haidhauser Augustiner, der Sendlinger Augustiner oder das Zwingereck in der Rumfordstraße aufwändig saniert genauer gesagt restauriert. Die Restaurierung des Alten Peter wurde finanziell unterstützt. Für die tierärztliche Fakultät der Ludwig-Maximilians-Universität hat die Stiftung den Ankauf einer Sammlung historischer veterinärmedizinischer Instrumente finanziert. Für die Rekonstruktion der „Gelben Treppe“ in der Münchner Residenz, die bedeutendste Prunktreppe Leo von Klenzes, stellte die Edith-Haberland-Wagner Stiftung 3 Millionen Euro zur Verfügung.
Zur Stiftung gehört die Edith-Haberland-Wagner Stiftung GmbH mit Sitz in Wien, die Projekte in Österreich fördert. Sie betreibt denkmalgeschützte Gaststätten in Salzburg, Innsbruck, Stams und Wien, sowie ein Familien- und Jugendhotel in Bad Gastein. Und sie betreibt eine Vermögensverwaltungs GmbH in München.